# دیلن تامس (فیلم)
«دیلن تامس» (انگلیسی: Dylan Thomas) فیلم مستند به کارگردانی جک هاولز است که در سال ۱۹۶۲ منتشر شد. این فیلم مستند که درباره شاعر و نویسنده ولزی، دیلن تامس است، برنده جایزه سی و پنجمین دوره جوایز اسکار در سال ۱۹۶۳ در بخش بهترین فیلم مستند کوتاه شد.

## بازیگران
- ریچارد برتون در نقش خودش